# Symphonie no 32 de Michael Haydn
Pour les articles homonymes, voir Symphonie no 32.
La Symphonie no 32 en ré majeur, Perger 23, Sherman 32, MH 420, est une symphonie de Michael Haydn, composée à Salzbourg en 1786.

## Analyse de l'œuvre
Elle comporte deux mouvements:
1. Vivace assai, en ré majeur, à
2. Rondeau, en ré majeur, à

Premier thème du Vivace assai:
Second thème du Vivace assai (mesure 20) :
Thème du Rondeau :

## Instrumentation
La symphonie est écrite pour une flûte, deux hautbois, deux bassons, deux cors, deux trompettes, timbales, cordes.